# Стара Гура (Нижньосілезьке воєводство)
Стара Гура (пол. Stara Góra) — село в Польщі, у гміні Гура Гуровського повіту Нижньосілезького воєводства.
Населення — 468 осіб (2011).
У 1975-1998 роках село належало до Лешненського воєводства.

## Демографія
Демографічна структура станом на 31 березня 2011 року:
|          | Загалом | Допрацездатний вік | Працездатний вік | Постпрацездатний вік |
| -------- | ------- | ------------------ | ---------------- | -------------------- |
| Чоловіки | 239     | 67                 | 154              | 18                   |
| Жінки    | 229     | 46                 | 137              | 46                   |
| Разом    | 468     | 113                | 291              | 64                   |